# 路易斯·阿特亚加·莱昂
路易斯·阿特亚加·莱昂（西班牙語：Luis Arteaga Leon，20世纪—），西班牙男子赛艇运动员。他曾代表西班牙参加世界赛艇锦标赛，获得一枚金牌和二枚铜牌，均来自男子轻量级八人单桨有舵手项目。